# Vier irre Typen – Wir schaffen alle, uns schafft keiner
Vier irre Typen – Wir schaffen alle, uns schafft keiner ist eine US-amerikanische Filmkomödie aus dem Jahre 1979. Alternativtitel sind Vier irre Typen und Breaking Away - Wir schaffen alles.

## Handlung
Dave ist ein in Bloomington, Indiana lebender begeisterter Radrennfahrer, dessen Vorliebe für Italien seinen Vater Ray verrückt macht. Seine Mutter Evelyn hingegen ist verständnisvoll. Um einer Kommilitonin Katherine zu imponieren, gibt sich Dave als italienischer Austauschstudent aus.
Er und seine Freunde Cyril, Mike und Moocher stammen aus der Arbeiterklasse und geraten häufig in Streit mit den meist wohlhabenden Studenten der ansässigen Universität. Als ein italienisches Radrennteam ein Rennen in der Gegend bestreiten soll, ist Dave davon begeistert. Seine Begeisterung endet jedoch bald, als er erkennt, dass die Italiener nicht nur hochnäsig sind, sondern auch schmutzige Tricks für ihren Sieg benutzen. Er bildet mit seinen Freunden ein eigenes Radteam, das an dem jährlich stattfindenden Universitätsrennen teilnehmen soll. Dave ist ein derart überragender Fahrer, dass er die Strecke, im Gegensatz zu den gegnerischen Teams, alleine bewältigen kann. Erst eine Verletzung zwingt ihn zu halten. Mike, Cyril und Moocher nehmen das Rennen im Wechsel wieder auf, doch der von Dave herausgefahrene große Vorsprung wird zusehends kleiner, deswegen lässt er sich an sein Rennrad festbinden und beendet das Rennen siegreich.
Der Film endet damit, dass sich das Verhältnis zwischen Dave und seinem Vater verbessert. Dave schreibt sich an der Universität ein und lernt eine französische Studentin kennen, so dass er von der Italo- zur Frankophilie wechselt.

## Kritiken
Das Lexikon des internationalen Films über den Film: „Eine witzig und spannend dargestellte Geschichte um jugendliches Denken und Fühlen, die etwas zu harmonisierend angelegt ist und den Sportsieg mit der Lösung aller Probleme gleichsetzt, aber durch Atmosphäre und Schauspieler überzeugt.“
Roger Ebert von der „Chicago Sun-Times“ lobt den Film als „heiter, lustig, albern aber intelligent.“
Richard Schickel vom TIME Magazine hält den Film für einen derjenigen kleinen Produktionen ohne Stars, mit denen die Studios eigentlich nichts anfangen können, aber die sich der Wertschätzung der Zuschauer sicher sein können.
Die Variety findet die Geschichte nicht originell, doch die guten Darstellerleistungen machen den Film zu einer angenehmen leichten Komödie.
Janet Maslin von der New York Times beschreibt den Film als „wundervolles Endprodukt einer abgedroschenen Filmwelle, so lustig und frisch, dass es ohne großes Budget auskommt.“
Der „TV Guide“ befindet, der Film erzähle eine lustige und bewegende Geschichte. Die vier jungen Schauspieler der Titelrolle liefern exzellente Arbeiten ab.

## Synchronisation
| Rolle        | Schauspieler       | Deutscher Sprecher       |
| ------------ | ------------------ | ------------------------ |
| Dave         | Dennis Christopher | Uwe Paulsen              |
| Mike         | Dennis Quaid       | Elmar Wepper             |
| Cyril        | Daniel Stern       | Thomas Petruo            |
| Moocher      | Jackie Earle Haley | Michael Nowka            |
| Ray          | Paul Dooley        | Friedrich Georg Beckhaus |
| Mikes Bruder | John Ashton        | Manfred Lehmann          |
| Rod          | Hart Bochner       | Arne Elsholtz            |
| Evelyn       | Barbara Barrie     |                          |
| Katherine    | Robyn Douglass     |                          |
| Nancy        | Amy Wright         |                          |
| Suzy         | P. J. Soles        |                          |

## Auszeichnungen
Der Film erhielt zahlreiche Auszeichnungen und Nominierungen:
- Oscar in der Kategorie Bestes Originaldrehbuch (Steve Tesich), dazu Nominierungen in den Kategorien Bester Film, Beste Regie, Beste Nebendarstellerin (Barbara Barrie) und Beste Filmmusik (Patrick Williams).
- Golden Globe in der Kategorie Bester Film (Komödie/Musical). Dazu Nominierungen in den Kategorien Beste Regie, Bestes Drehbuch, sowie in der ehemaligen Kategorie Bester Nachwuchsdarsteller (Dennis Christopher).
- Weitere Auszeichnungen sind der BAFTA Award in der Kategorie Beste Nachwuchsleistung (Dennis Christopher); der ALFS-Award des London Critics’ Circle in der Kategorie Bester Drehbuchautor (Steve Tesich); der NBR-Award des National Board of Review in der Kategorie Bester Nebendarsteller (Paul Dooley); den NSFC-Award der National Society of Film Critics in den Kategorien Bester Film und Bestes Drehbuch; den NYFCC-Award des New York Film Critics Circle in der Kategorie Bestes Drehbuch; den WGA-Award der Writers Guild of America; der Young Artist Award für Dennis Christopher, dazu eine Nominierung als Bester Film mit jugendlichen Darstellern; eine Nominierung für den DGA-Award der Directors Guild of America.

## Hintergrund
Der Film wurde am 18. Juli 1979 uraufgeführt. In Deutschland kam er am 7. März 1980 in die Kinos.
Das Drehbuch basiert auf einer wahren Begebenheit. Der Filmfigur des Dave liegt die Person des Rennfahrers David K. Blase zu Grunde, der das Universitätsrennen gewann und eine Vorliebe für das Italienische hatte. Blase hat in dem Film einen Cameo-Auftritt als Sprecher des Bahnstadions.
Das im Film dargestellte Radrennen gibt es wirklich. Es findet alljährlich in Bloomington im US-Bundesstaat Indiana statt und heißt, in Anlehnung an das berühmte Autorennen Indianapolis 500, Little 500. Auch das Radteam „Cutter“ gibt es wirklich. Nach Aufführung des Films wurde ein Team mit diesem Namen gebildet. 2004, zum 25. Jahrestag der Filmuraufführung, gewann das Team das Rennen.
Der Film war das Debüt von Daniel Stern.
Der Film zog eine gleichnamige Fernsehserie in sieben Teilen nach sich, in der Barbara Barrie und Jackie Earle Haley wieder mitspielten.